# Mitterweißenbach (Traun)
Der Mitterweißenbach ist ein linker Zufluss der Traun im Salzkammergut in Oberösterreich.

## Lauf und Landschaft
Der Mitterweißenbach entsteht aus dem Zusammenfluss von Höllbach und Dürrer Pölitz im Weißenbachtal östlich einer Talwasserscheide, jenseits derer der Äußere Weißenbach nach Westen zum Attersee entwässert.
Der rund 5,5 km lange Höllbach entspringt in der Höll im Höllengebirge unterhalb des Großen Höllkogels in einer Höhe von 1585 m ü. A. (⊙) mit einer Quellschüttung von rund 1500 l/s und fließt anschließend in südwestlicher bis südlicher Richtung zum Weißenbachtal.
Die rund 4,5 km lange Dürre Pölitz entspringt in 1195 m ü. A. unterhalb des Gspranggupfs (⊙) und fließt nach Norden, bis sie den Talboden des Weißenbachtals auf rund 550 m erreicht. Dort wendet sie sich nach Osten und vereinigt sich nach rund 1,2 km mit dem von links kommenden Höllbach zum Mitterweißenbach. Dieser durchfließt zunächst eine Klamm und wendet sich dann nach Richtung Süden zum Trauntal, wo er bei Mitterweißenbach in die Traun mündet.
Mit dem Höllbach als längstem Quellbach kommt der Mitterweißenbach auf eine Länge von 9,9 km und einen Höhenunterschied von 1136 m.

## Hydrologie
Das Einzugsgebiet des Mitterweißenbachs beträgt 39,1 km², der höchste Punkt darin ist der Große Höllkogel mit 1862 m ü. A.
Der mittlere Abfluss am Pegel Mitterweißenbach, 1,20 km oberhalb der Mündung, beträgt 2,09 m³/s, was einer relativ hohen Abflussspende von 59,5 l/(s km²) entspricht. Das Abflussregime ist ein nivales Übergangsregime, das Monatsmittel des abflussreichsten Monats April ist mit 3,09 m³/s knapp zweieinhalb Mal so hoch wie das des abflussärmsten Monats Februar mit 1,29 m³/s.

## Ökologie
Der Mitterweißenbach fließt zumeist in einem relativ naturbelassenen Bett mit einer Breite von rund 10 m und flachen Ufern, die an mehreren Stellen durch den Ausbau der parallel führenden Weißenbacher Straße stark beeinträchtigt sind. Der Bach führt Geröll und Geschiebe sowie Totholz und bildet bei Niedrigwasser Schotter- und Sandbänke aus. Über weite Strecken weist er ein Uferbegleitgehölz auf, das hauptsächlich aus Silber-Weide, Berg-Ahorn, Gemeiner Fichte, Gemeiner Esche, Gemeiner Hasel und Schwarz-Erle besteht.
Die Gewässergüteklasse beträgt im gesamten Verlauf I-II.

## Geschichte und Name
Der Name Weißenbach wird im Jahr 829 in Verbindung mit an ihm gelegenem Salzburger Besitz als ad Uuizinpah erstmals urkundlich genannt und bezieht sich auf das klare Wasser. Dieselbe Bedeutung hat der Name des Quellbaches Pölitz, der sich von slawisch *Bělica zu bělь 'weiß' ableitet.